# ديدريش فون شلكتندال
ديدريش فون شلكتندال (1794-1866) (بالإنجليزية: Diederich Franz Leonhard von Schlechtendal)‏ هو عالم نبات ألماني.